# Músculo extensor radial largo del carpo
Inicialmente corre a lo largo del músculo braquiorradial, pero rápidamente se convierte en un tendón que viaja entre el braquiorradial y el extensor radial corto del carpo.

## Origen e inserción
El músculo extensor radial largo se origina desde el tercio distal (más lejano del hombro) del surco supracondilar lateral del húmero, desde el septo intermuscular lateral, y también por unas fibras que parten del tendón común de origen de los músculos extensores del antebrazo.
El músculo termina en el tercio superior del antebrazo en un tendón plano, el cual corre a lo largo del borde lateral del radio, por debajo del abductor largo del pulgar y el extensor corto del pulgar. Pasa luego por debajo del ligamento dorsal del carpo, donde yace en una ranura en la parte de atrás del radio, espacio que comparte con el segundo radial externo, inmediatamente detrás de la apófisis estiloides del radio. Finalmente se inserta en la cara dorsal de la base del segundo hueso metacarpiano, en su lado radial.

## Inervación e irrigación
Siendo uno de los extensores del antebrazo, lo inerva el nervio radial (C5-7) y recibe irrigación sanguínea de la arteria radial.

## Función
En la articulación del codo realiza ligera flexión y en la de la muñeca extensión colaborando en el cierre del puño  y desviación radial.

## Ejercicios
El músculo, como ocurre con los extensores del antebrazo, puede ser fortalecido por medio de ejercicios que resistan la extensión, como el agarre de pesas con la mano y llevando el dorso de la mano hacia arriba y abajo, el llamado curl. No es recomendado usar pesos muy grandes para los ejercicios de la muñeca.

## Imágenes adicionales

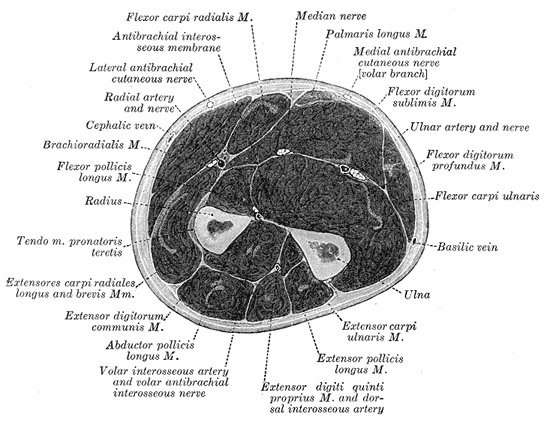
Sección de la mitad del antebrazo.
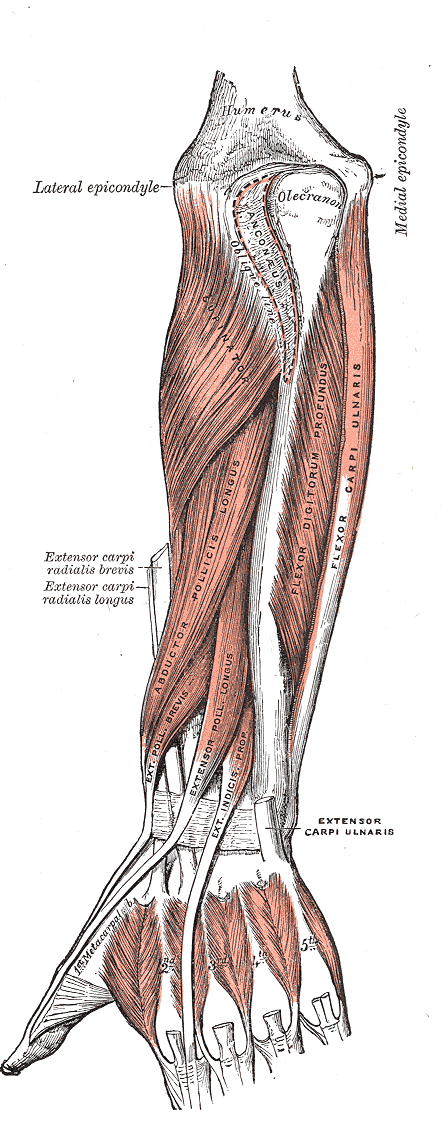
Superficie posterior del antebrazo, músculos profundos.
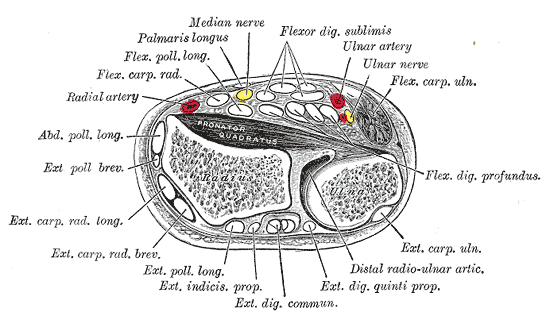
Sección transversal de los extremos distales del radio y cubito.
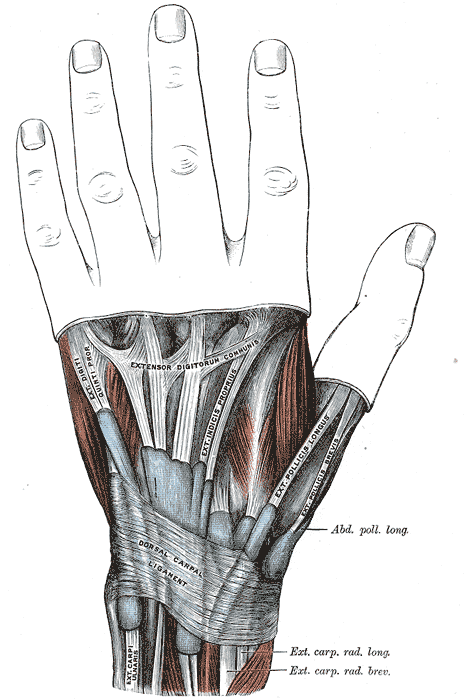
Vainas mucosas de los tendones de la parte de atrás de la muñeca.